# پروژه بین‌المللی هپ‌مپ
پروژه بین‌المللی هپ‌مپ (انگلیسی: International HapMap Project) یا به‌اختصار هپ‌مپ سازمانی است که هدفش ایجاد و توسعهٔ یک نقشه هاپلوتیپ از ژنوم انسان است تا بتوان با آن، گوناگونی‌های ژنتیکی در انسان را شرح و توضیح داد. هپ‌مپ تلاش دارد تا گوناگونی‌های ژنی انسانی را که سلامت، بیماری‌ها، پاسخ‌های به درمان دارویی و عوامل محیطی را در این رابطه شرح دهد. اطلاعات این وبگاه به‌صورت رایگان جهت انجام پژوهش در دسترس است.
این پروژه حاصل همکاری پژوهش‌گران مراکز دانشگاهی، گروه‌های پژوهشی زیست‌پزشکی غیرانتفاعی و شرکت‌های خصوصی در کانادا، چین، ژاپن، نیجریه، بریتانیا و ایالات متحده آمریکا است.
این پروژه به‌صورت رسمی با یک گردهمایی از ۲۷ تا ۲۹ اکتبر ۲۰۰۲ آغاز به کار نمود و انتظار بر آن بود که حدود سه سال زمان ببرد. این پروژه ۲ مرحله داشت: مرحله اول (فاز ۱) به جمع‌آوری کامل داده‌ها پرداخته و در ۲۵ اکتبر ۲۰۰۵ آنها را منتشر نمود. مرحله دوم (فاز ۲) تحلیل داده‌ها بود که نتایجش در اکتبر ۲۰۰۷ انتشار یافت. سپس یک مرحله سوم نیز بدان افزوده شد که نتایجش در بهار ۲۰۰۹ منتشر شد.

## زمینه
بر خلاف بیماری‌های نادرِ ژنتیکیِ مندلی که مربوط به یک ژن منفرد هستند، بروز و پیشرفتِ برخی بیماری‌های شایع انسان نظیر دیابت، سرطانها، بیماری قلبی-عروقی، سکته مغزی، افسردگی، آسم و همچنین پاسخ‌های درمانی که هر فرد به یک دارو می‌دهد، با چند ژن به‌علاوهٔ عوامل محیطی در ارتباط است. برای یافتن عوامل ژنتیکی ایجادکنندهٔ این بیماری‌ها، مطالعه هم‌خوانی سراسر ژنوم از توالی ژن‌های به‌دست‌آمده از افراد سالم و بیمار و مقایسه آنها چاره‌ساز است، اما این مهم به سبب هزینهٔ بسیار زیاد توالی‌یابی کل ژنوم مقدور نبود و «پروژه بین‌المللی هپ‌مپ» یک راه میان‌بر برای این مشکل پیشنهاد نمود.
با آنکه توالی دی‌ان‌ای در دو انسان بیگانه از هم (غیر فامیل) تا حدود ۹۹٫۵٪ تشابه دارد، اما ژنوم آنها در جایگاه‌های نوکلئوتیدی خاصی با هم تفاوت دارد. به چنین جایگاه‌های متفاوتی، چندریختی‌های تک-نوکلئوتید (SNPs) و هر یک از ترکیب‌های ممکن ژنی را یک الل می‌گویند. پروژهٔ هپ‌مپ بر روی چندریختی‌های تک-نوکلئوتید مشترک و شایع تمرکز دارد که درصد رخدادشان در جمعیت انسانی در حدود ۱٪ است.
در حالت عادی، از هر کروموزوم در بدن هر فرد، همواره یک جفت وجود دارد، به‌جز کروموزوم جنسی در جنس مذکر. به ترکیب اللها در یک فرد برای هر چندریختی تک-نوکلئوتید، ژنوتیپ گفته می‌شود. با تعیین ساختار ژنتیکی (ژنوتایپینگ) می‌توان ژنوتیپ هر فرد را در جایگاه کروموزومی خاص به‌دست‌آورد. پروژهٔ هپ‌مپ با انتخاب ۲۶۹ فرد از نقاx مختلف جهان و چندین میلیون چندریختی تک-نوکلئوتید شناخته‌شده، ساختار ژنتیکی این افراد را تعیین کرد و نتایج آنرا منتشر نمود. لازم به یادآوری است که در به توالی پشت‌سرهم از اللها در یک کروموزوم خاص هاپلوتیپ گفته می‌شود. هاپلوتیپ‌ها عموماً در میان جوامع و جمعیت‌های بشری مشترک هستند، اما تکرر (frequency) آنها متفاوت است.